# Église de la Résurrection de Tomsk
Pour les articles homonymes, voir Église de la Résurrection.
L'église de la Résurrection (en russe : Воскресенская церковь) est un édifice religieux orthodoxe située dans la ville de Tomsk en Russie. Appelé aussi simplement mont de la Résurrection du nom de la colline sur laquelle elle est construite, elle présente un style baroque sibérien.

## Histoire

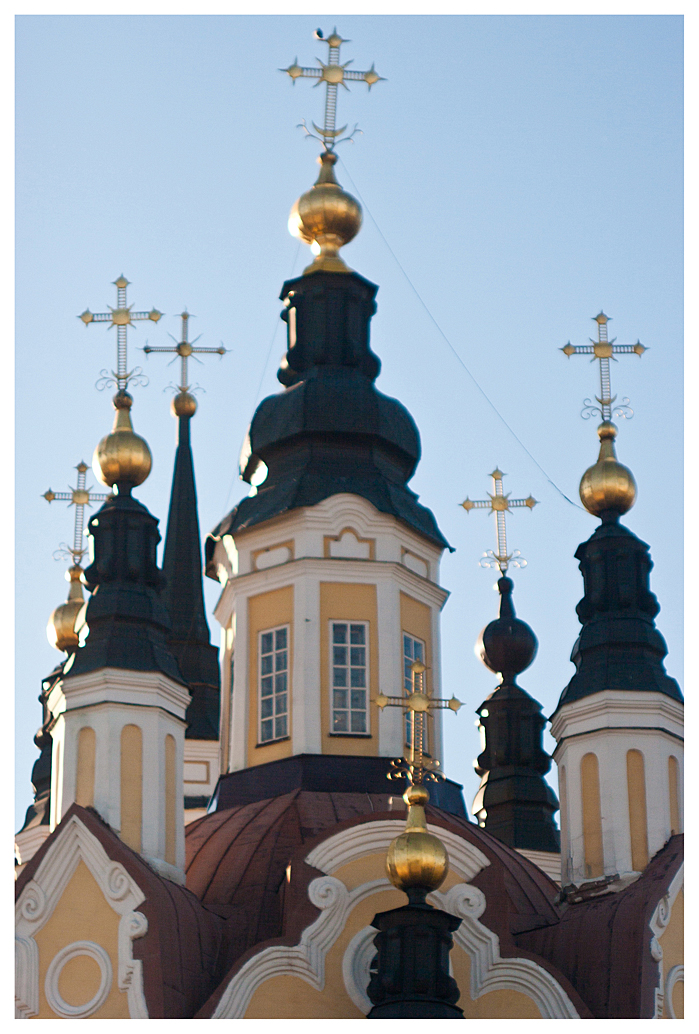
Les dômes de l'église.

À l'origine, l'église construite en 1626, était en bois et se trouvait dans l'enceinte du monastère de la Dormition de la Vierge. Son fondateur est Cyprien, le premier évêque de Tomsk en 1622. En raison de son état de délabrement dû à des incendies répétés, elle est reconstruite à plusieurs reprises. Aussi, en 1789, Egor Domonevski et Petrov Baranov décident de la rebâtir en pierre. Les travaux sont terminés en 1807. 
À la fin du XIXe siècle, l'étage supérieur est transformé et se voit doté d'un chauffage. Les travaux sont réalisés grâce aux dons des paroissiens et de riches marchands locaux.
En 1897, une cloche d'un poids de 16 tonnes est installée dans le clocher.
En 1922, au début de la période soviétique, les biens de l'église sont confisqués, notamment le bâtiment, mais aussi toutes les objets qu'il contient comme les croix, les bougeoirs, les encensoirs, les lustres. En 1930, la cloche est enlevée et fondue.
Le 4 août 1936, l'église est fermée, mais à la demande des paroissiens elle est rouverte 21 jours plus tard, pour être définitivement fermée le 3 novembre. En 1937, un projet de démolition est établi mais n'est finalement pas exécuté à l'exception de la suppression d'une clôture. 
Devenu un bâtiment de l'État, l'église est affectée à différents usages, en classe pour les élèves, logements sociaux, garage pour voitures, et finalement entrepôt à grain durant les années 1930. 
Dans les années 1980 et 1990, la restauration porte sur la façade, l'autel, l'iconostase, la coupole, la toiture et la croix dorée. En 2004, une copie de la cloche est installée dans le clocher lui aussi reconstruit.